# Distrito de Mawlamyaing
El distrito de Mawlamyaing (birmano: မော်လမြိုင်ခရိုင်) es un distrito de Birmania perteneciente al Estado Mon. Su capital es Mawlamyaing, que también es la capital estatal. En 2014 tenía 1 232 221 habitantes.

## Organización territorial
El distrito se divide en seis municipios (población en 2014):
- Municipio de Chaungzon (122 126 habitantes) - capital en Chaungzon
- Municipio de Kyaikmaraw (195 810 habitantes) - capital en Kyaikmaraw
- Municipio de Mawlamyaing (289 388 habitantes) - capital en Mawlamyaing
- Municipio de Mudon (190 737 habitantes) - capital en Mudon
- Municipio de Thanbyuzayat (170 536 habitantes) - capital en Thanbyuzayat
- Municipio de Ye (263 624 habitantes) - capital en Ye